# 桑給巴爾足球代表隊
桑给巴尔足球代表隊是桑给巴尔的官方足球代表隊，由桑给巴尔足球協會管理，目前不屬於國際足協，但屬於非洲足協會員。